# Tasty (álbum)
Tasty es el segundo álbum de estudio de la banda Good Rats. Originalmente programado para su lanzamiento en septiembre de 1974, el álbum fue publicado en agosto de 1974 a través de Warner Bros. Records.

## Grabación y contenido
Las sesiones de grabación del álbum tuvieron lugar en House of Music, un estudio ubicado en West Orange, Nueva Jersey. Stephan Galfas produjo el álbum mientras que Jeff Kawalek se desempeñó como ingeniero de audio. Una vez completas las sesiones de grabación, Galfas mezcló el álbum junto con Mickey Marchello en House of Music. Tasty contenía diez cancione, todas escritas por el vocalista principal y miembro fundador Peppi Marchello.

## Relanzamiento de 2018
El 21 de abril de 2018, Uncle Rat Music reeditó Tasty en una edición de lujo limitada conmemorativa del 40 aniversario para el Record Store Day. Prensado en vinilo amarillo transparente de 180 gramo, el disco fue remasterizado por el dos veces ganador del Grammy Vlado Meller.

## Recepción de la crítica
Un escritor no especificado de Record World declaró: “La principal banda local de Long Island debuta con prominencia nacional a la vista. El quinteto ofrece una maestría musical magistral y armonías nítidas, mientras se abren camino hacia el centro de atención”. Un escritor no especificado de la revista Cash Box declaró: “Uno de los sonidos más sorprendentes que jamás hayamos escuchado ocurre en el momento en que el vocalista principal de Good Rats, Peppi Marchello, canta su primera nota”.

## Lista de canciones
Todas las canciones escritas y compuestas por Peppi Marchello.
Lado uno
1. «Back To My Music» – 2:34
2. «Injun Joe» – 5:18
3. «Tasty» – 3:22
4. «Papa Poppa» – 5:08
5. «Klash-Ka-Bob» – 3:34

Lado dos
1. «Fireball Express» – 3:16
2. «Fred Upstairs & Ginger Snappers» – 3:12
3. «300 Boys» – 3:49
4. «Phil Fleish» – 3:59
5. «Songwriter» – 4:51

## Créditos y personal
Créditos adaptados desde las notas de álbum de Tasty.
Good Rats
- Peppi Marchello – voz principal, armónica
- Mickey Marchello – guitarra, coros
- John “The Cat” Gatto – guitarra
- Lenny Kotke – bajo eléctrico, coros
- Joey Franco – batería

Músico adicional
- Brian Cuomo – teclados

Personal técnico
- Stephan Galfas – productor, mezclas
- Jeff Kawalek – ingeniero de audio
- Mickey Marchello – mezclas